# XO-4b
XO-4b هو كوكب خارج المجموعة الشمسية، يبعد حوالي 956 سنة ضوئية في كوكبة الوشق. اكتشف هذا الكوكب العالم ماكولو في أيار (مايو) 2008. كتلة الكوكب تبلغ 1.72 كتلة مشتري ونصف قطره
1.34 نصف قطر مشتري. مدار هذا الكوكب قريب جداً من النجم الأم، كما هو الحال بالنسبة للكواكب العابرة، ويصنّف هذا الكوكب على أنه مشتري حار.
يستغرق حوالي 4.125 يوماً (أو 99 ساعة) ليدور حول نجمه على بعد 8.3 غيغاميتر (0.0555 وحدة فلكية) عن النجم.